# 김남탁
김남탁(1992년 9월 28일 ~ )은 대한민국의 축구 선수이며, 포지션은 센터백이다.